# Унні Турреттіні
Унні Турреттіні (уроджена Унні Фредхайм; (1 січня 1972 , Каутокейно, Фіннмарк ) — норвезька письменниця, юристка, громадянська активістка та міжнародний оратор
Її перша книга «Таємниця вбивці самотнього вовка: Андерс Берінг Брейвік і загроза терору на очах» побачила світ 15 листопада 2015 року. Це історія Андерса Беринга Брейвіка та різанини в Норвегії 22 липня 2011 року. «Таємниця вбивці-самотнього вовка» — бестселер на Amazon, який отримав нагороду «Срібний Фальчіон» як найкращий документальний фільм для дорослих у 2016 році. Вона також є співавторкою «Одного разу» — збірки короткометражних оповідань, натхнених відомими казками.
Остання книга Турреттіні — «Зрадити Нобеля: секрети та корупція за Нобелівською премією миру», опублікована 3 листопада 2020 року.

## Життя та кар'єра
Турреттіні народилася 1972 року в Каутокейно у Норвегії. Вона закінчила середню школу як студентка по обміну AFS у Shawnee Mission South High School, передмісті Канзас-Сіті, штат Канзас, у 1989—1990 роках, а також у Drammen Gymnas в Норвегії у 1992 році. Також здобула ступінь кандидата права на юридичному факультеті Університету Осло (1999) і ступінь магістра американського права на факультеті права Бостонського університету. Унні також є членом «The New York Bar». Працювала юристом у Парижі з 1999 по 2004 рік, а з 2005 по 2008 — у сфері фінансів у Женеві (Швейцарія)
Після того, як Андерс Беринг Брейвік убив 77 та поранив ще сотні невинних у Норвегії в 2011 році, Турреттіні почала досліджувати різанину для розуміння причин. Частина її дослідження включала розмови з експертами, в тому числі, з колишнім спеціальним агентом ФБР Кетлін М. Пакетт, яка брала участь у розслідуванні, яке призвело до захоплення Теодора Качинського, так званого Унабомбера, у 1995 році.
Турреттіні брала участь у кількох подіях TEDx Talk, включаючи TEDx Institut Le Rosey та TEDx Youngstown. Також вона виступала з презентаціями та доповідями в Центрі глобальних питань Західного коледжу Маккіннон, Каліфорнійському університеті в Берклі, а також у штаб-квартирі Скандинавського дому Американсько-скандинавського фонду в Нью-Йорку. Вона була представлена на KMPH-TV Fox News у Фресно, Каліфорнія, де обговорювалася її книга «Таємниця вбивці самотнього вовка». 11 листопада 2020 року C-SPAN транслював фрагмент з Турреттіні, в якому аналізували діяльність виборчого комітету Нобелівської премії миру за інформацією з її книги «Зрада Нобеля».